# Estrella de neutrones radiosilenciosa

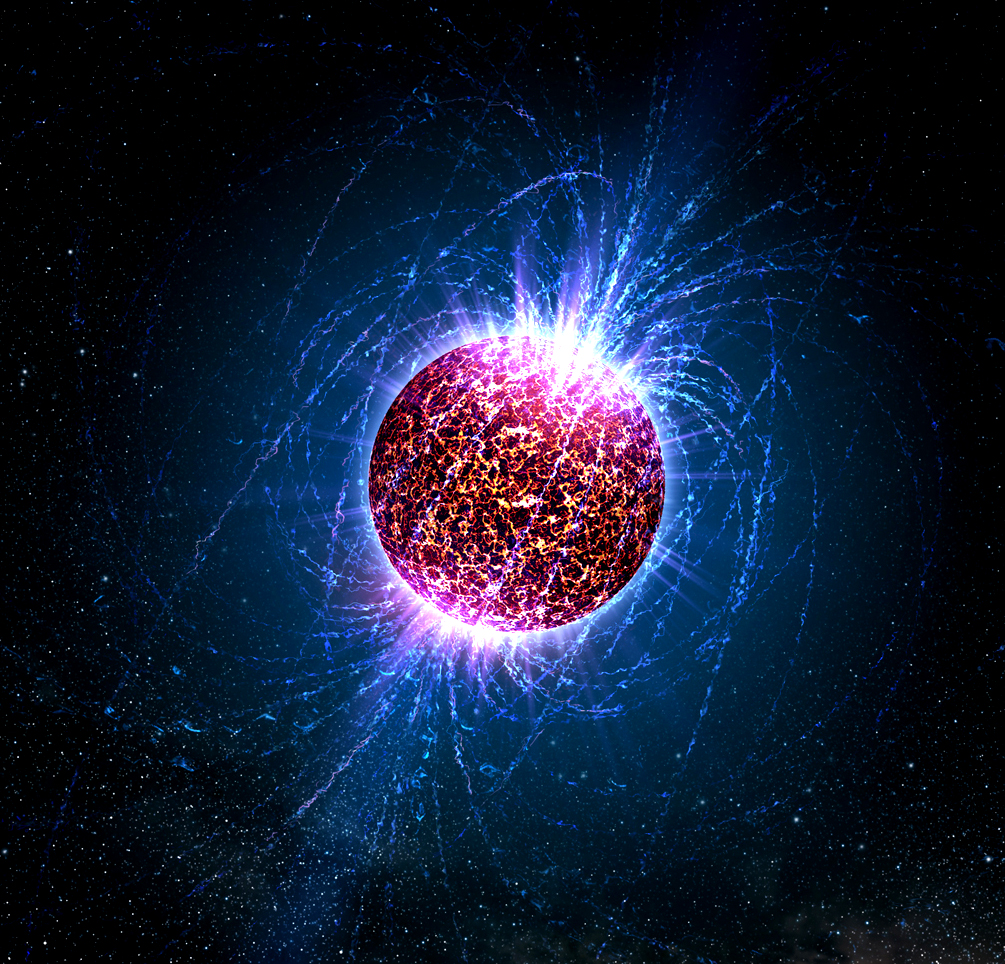
Representación artística de una 'estrella de neutrones aislada', sin restos de supernova asociada ni compañeros binarios

Una estrella de neutrones radiosilenciosa es un tipo de estrella de neutrones que cuando se observa desde la Tierra aparentemente no emite radiación de ondas de radio, pero que es todavía visible a través de radiación electromagnética en otras partes del espectro, particularmente rayos X y rayos gamma.

## Contexto
La mayoría de las estrellas de neutrones detectadas son púlsares, y emiten radiación electromagnética en frecuencias de radio. Aproximadamente 700 de estos púlsares están listados en el catálogo Princeton, y todos, excepto uno, emiten ondas de radio en frecuencias de entre 400 y 1400 MHz. La excepción es Geminga, una estrella radiosilenciosa en frecuencias superiores a los 100 MHz, aunque es una gran fuente de emisión de rayos X y rayos gamma.

## Teorías
Las estrellas de quarks, un tipo de estrellas de neutrones teorizadas como compuestas de materia exótica compuesta exclusivamente de quarks, podrían ser radiosilenciosas según algunas teorías.
Aun así, es más plausible que sean simplemente púlsares que no apuntan en dirección a la Tierra. Como los púlsares rotan sobre su propio eje (espín rotacional), se ha especulado con que emitan radiacón desde sus polos magéticos. Cuando los polos magnéticos no están alineados con su eje de rotación, y tampoco con la línea visual del observador, es posible detectar su emisión de ondas de radio generada cerca de los polos magnéticos de la estrella. Debido a la rotación de la estrella, esta radiación se recibe en forma de pulsos, fenómeno coloquialmente llamado "efecto faro". Las estrellas de neutrones radiosilenciosas pueden ser estrellas que no apúntan hacia la Tierra con sus polos magnéticos durante su rotación.
De todos sus tipos, diez diferentes cuerpos celestes han sido propuestos como estrellas de neutrones emisoras de radiación por su alta energía rotacional no visibles en espectros de radio, sino en espectros de rayos X y gamma. Otros indicadores de que, en efecto, un cuerpo es una estrella de neutrones es emitir una proporción de rayos X más grande comparada con sus emisiones en radiofrecuencia, tener un perfil de emisión constante de rayos X, y la coincidencia de ser una fuente de rayos gamma.
El grupo de estrellas de neutrones radiosilenciosas es coloquialmente conocido como Las Siete Magníficas, y se piensa que emiten en su mayor parte radiación térmica.
Posiblemente algunas potentes emisiones de radio de las estrellas de neutrones son causadas por chorros de pares de electrón-positrón emanados por su disco de acreción, aunque es importante recalcar que algunas de las estrellas radiosilencisas listadas más adelante no tienen material de accreción a su alrededor.

### Magnetares
Los magnetares, propuesta más ampliamente aceptada para explicar objetos astrofísicos como repetidores suaves de rayos gamma (SGRs, por sus siglas en inglés: Soft Gamma Repeaters) y púlsares de rayos X anómalos (AXPs, Anomalous X-ray Pulsars), son a menudo también caracterizados como radiosilenciosos. Aun así, los magnetares pueden producir emisiones de radio, pero sus espectros tienden a ser planos, emitiendo únicamente púlsos anchos intermitentes de longitud de onda variable.

## Lista de estrellas de neutrones radiosilenciosas

### Estrellas aisladas de neutrones de emisión en rayos X
Pueden ser clasificadas como XDINS (en inglés: X-ray Dim Isolated Neutron Stars), XTINS ( X-ray Thermal Isolated Neutron Stars), XINS (X-ray Isolated Neutron Stars), TEINS (Thermally Emitting Neutron Star), e INS (Isolated Neutron Stars).
Son definidas como estrellas de neutrones de emisión térmica con campos magnéticos fuertes, a pesar de que son más débiles que los de los magnetares. Se ha identificado radiación térmica en espectro de rayos X, y se piensa que también son radiosilenciosas.
- Grupo de siete objetos, físicamente similares y relativamente cercanos de estrellas de neutrones apodadas como Las Siete Magníficas, compuestas por:
  - RX J185635-3754[13][12]
  - RX J0720.4-3125[12]
  - RBS1556[12]
  - RBS1223[12]
  - RX J0806.4-4132[12]
  - RX J0420.0-5022[12]
  - MS 0317.7-6647[12]
  - 1RXS J214303.7+065419/RBS 1774[11]

### Objetos centrales compactos en restos de Supernova
Los objetos centrales compactos en remanentes de supernova (CCOs in SNRs, en inglés: Compact Central Objects in Supernova Remnants) están identificados como fuentes compactas de rayos X radiosilenciosas rodeadas por restos de supernova. Tienen emisión en espectro térmico y campos magnéticos más débiles que los XDINSs (en inglés: X-ray Dim Isolated Neutron Stars) y magnetares.
Como ejemplos de este tipo se conocen:
- RX J0822-4300 (1E 0820–4247) dentro del remanente de supernova: (SNR G260.4-3.4).[13]
- 1E 1207.4-5209 en el PKS 1209-51/52, dentro del remanente de supernova: (SNR G296.5+10).[13][15]
- RXJ0007.0+7302 (en SNR G119.5+10.2, CTA1)[13]
- RXJ0201.8+6435 (en SNR G130.7+3.1, 3C58)[13]
- 1E 161348–5055 (en SNR G332.4-0.4, RCW103)[13]
- RXJ2020.2+4026 (en SNR G078.2+2.1, γ–Cyg)[13]

### Otras estrellas de neutrones
- IGR J11014-6103: un púlsar ejectado desde un remanente de supernova.